# Aphodoharmogaster costata
Aphodoharmogaster costata is een keversoort uit de familie bladsprietkevers (Scarabaeidae). De wetenschappelijke naam van de soort is voor het eerst geldig gepubliceerd in 1983 door Endrodi.